# Ahmad at-Tidschānī
Ahmad at-Tidschānī (* 1737 in ʿAin Madi; † 1815 in Fès; arabisch سيدي أحمد التجاني, DMG Sīdī Aḥmad at-Tiǧānī; auch Abu l-ʿAbbās Ahmad at-Tidschānī / أبو العباس أحمد التيجاني; nach englischer Umschrift auch al-Tijani) ist der Gründungsvater des Tidschani-Ordens, einer gemäßigt-orthodoxen Sufi-Bruderschaft (Tariqa) innerhalb des sunnitischen Islam.

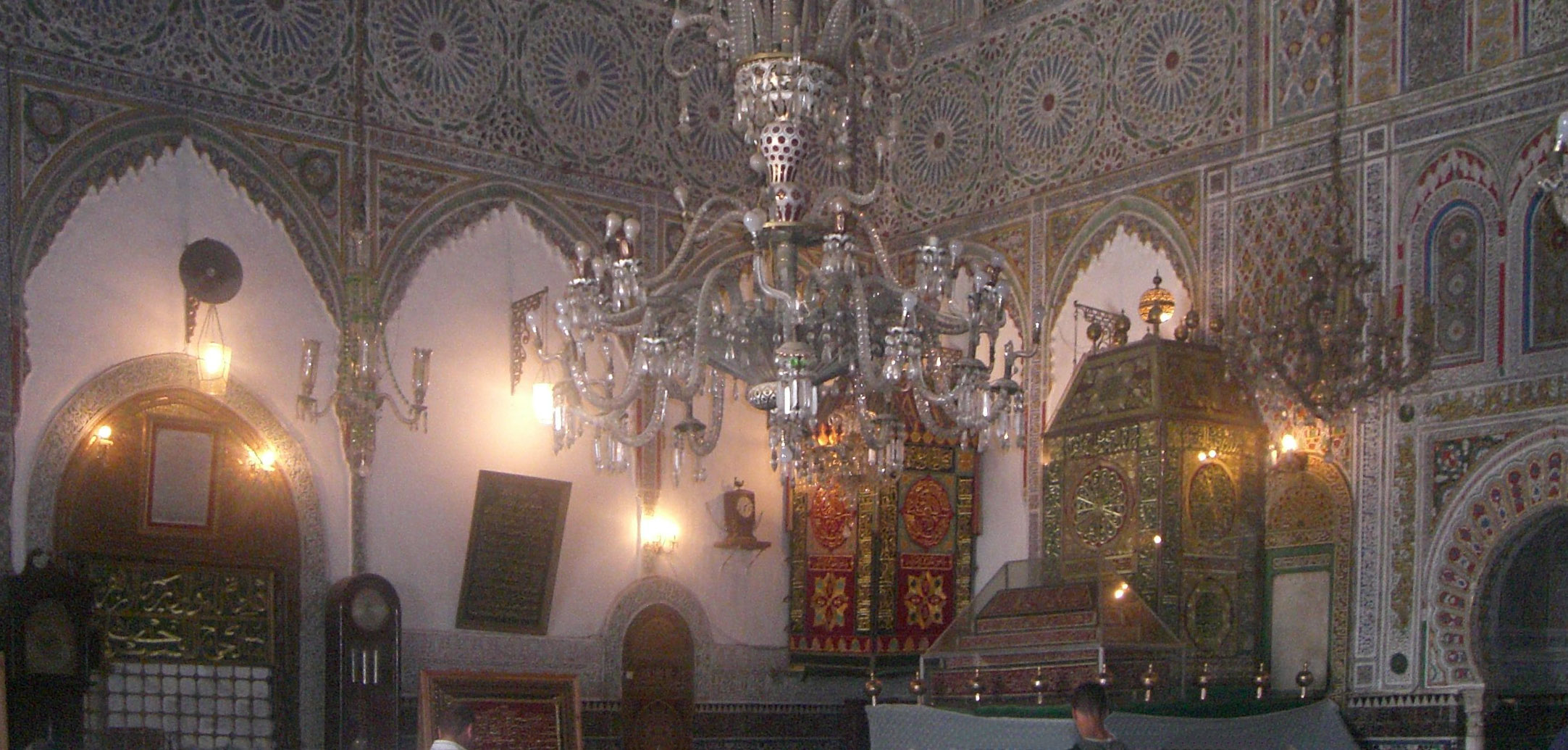
Ein Schrein im Moulay-Idriss-Mausoleum

## Kindheit und Jugend
Ahmad at-Tidschani wurde in ʿAin Madi, Algerien, geboren und fühlte sich schon frühzeitig zum Dienst als Sufi berufen. Bereits mit sieben Jahren konnte er den ganzen Koran auswendig vorsagen. Als 17-Jähriger wurde Ahmad Waise, weil seine beiden Eltern einer 1752/53 grassierenden Pocken-Epidemie zum Opfer fielen.
Mit 20/21 Jahren reiste Ahmad nach Fès und trat zunächst in die Wazzaniya-Bruderschaft von Sheikh Tayyeb el Wazzani († 1766) ein, wechselte in die Orden von anderen Sheikhs und vertiefte sich in das Studium prophetischer Traditionen. Er war Mitglied der Sufi-Bruderschaft von Ahmed al-Habib bin Muhammad, der Qadiriyya und der Nasiriyya geworden. Auf eine Empfehlung von Wali Muhammad bin al-Hasan al-Wanjili zog er sich für fünf Jahre in den Süden nach Al-Abiad an den Rand der Wüste in das Versammlungshaus (Zāwiya) von Sidi Abdul Qadir bin Muhammad zur Meditation zurück.
1768 kehrte er in den Nordwesten Algeriens zurück und lehrte in Tlemcen, wo er auch seine erste Vision vom Propheten Mohammed erhielt. Daraufhin zog er 1772 auf Pilgerreise nach Mekka, wo er ein Jahr später ankam. Dort traf er den indischen Gelehrten Ahmad bin Abdullah. Nach dem Ableben von Ahmad bin Abdullah wurde erzählt, Ahmad habe bei dem Treffen die mystische Kraft des Meisters übertragen bekommen. Auch Medina stattete er noch einen Besuch ab, bevor er in den Maghreb zurückkehrte. Nach seiner Rückkehr verkündete er, dass ihm der Prophet erschienen sei und ihm mitgeteilt habe, er solle alles bisherige Tun einstellen, eine Tariqa bilden und leiten, er, Mohammed, werde ihn nicht tadeln und sei sein Fürsprecher.

## Tidschani-Orden
1778, nach anderen Quellen wenige Jahre später, gründete er in Fès eine Zawiya, die er bis zu seinem Tod 1815 leitete. Zur Anfangszeit des Ordens waren die meisten Anhänger und Studenten entweder  ʿulamāʾ (Religionsschüler), fuqahāʾ (Jurastudenten), Qādī (Richter) Muftī (offiziell ernannte Religionsführer).
Durch die Veröffentlichung seiner Heilslehren inmitten eines Umfeldes konservativer, hierarchisch strukturierter Bruderschaften wurde so in Westafrika eine zeitgemäßere Lebensweise vorgestellt, die das Verständnis der Sufi-Doktrin besser verständlich machen konnte. Er hielt den Rang des khatm al-awliyah (Siegel der Heiligen) inne und implizierte damit die Verbindung zu Mohammed und zu allen vergangenen und zukünftigen Heiligen.
Nach seinem Tod 1815 wurden seine Lehren noch stärker durch ganz Westafrika verbreitet, vor allem von Tukulor-Eroberer ʿUmar Tall, Wolof-Führer Malick Sy (1855–1922), am stärksten vielleicht von Ibrahim Baye Niass. Die Tidschaniyya wurde zum einflussreichsten Orden in Nordafrika. Die für Ordensschüler zwingende Bindung an Sheikh Tidschani als dem einzigen Meister und das einfache Aufnahmeritual haben die Ausbreitung besonders in den schwarzafrikanischen Süden begünstigt.
Der Leichnam von Ahmad at-Tidschani liegt heute in seinem Mausoleum in Fès. Unlängst restauriert und neu verziert mit reicher traditioneller Schnitzkunst ist dies der wahrscheinlich am zweitmeisten besuchte Schrein nach dem Gründer von Fès, Moulay Idriss.